# Permis de pêche
 (juillet 2017).
 (juillet 2017).
Si vous disposez d'ouvrages ou d'articles de référence ou si vous connaissez des sites web de qualité traitant du thème abordé ici, merci de compléter l'article en donnant les références utiles à sa vérifiabilité et en les liant à la section « Notes et références ».
Pour les articles homonymes, voir Pêche.

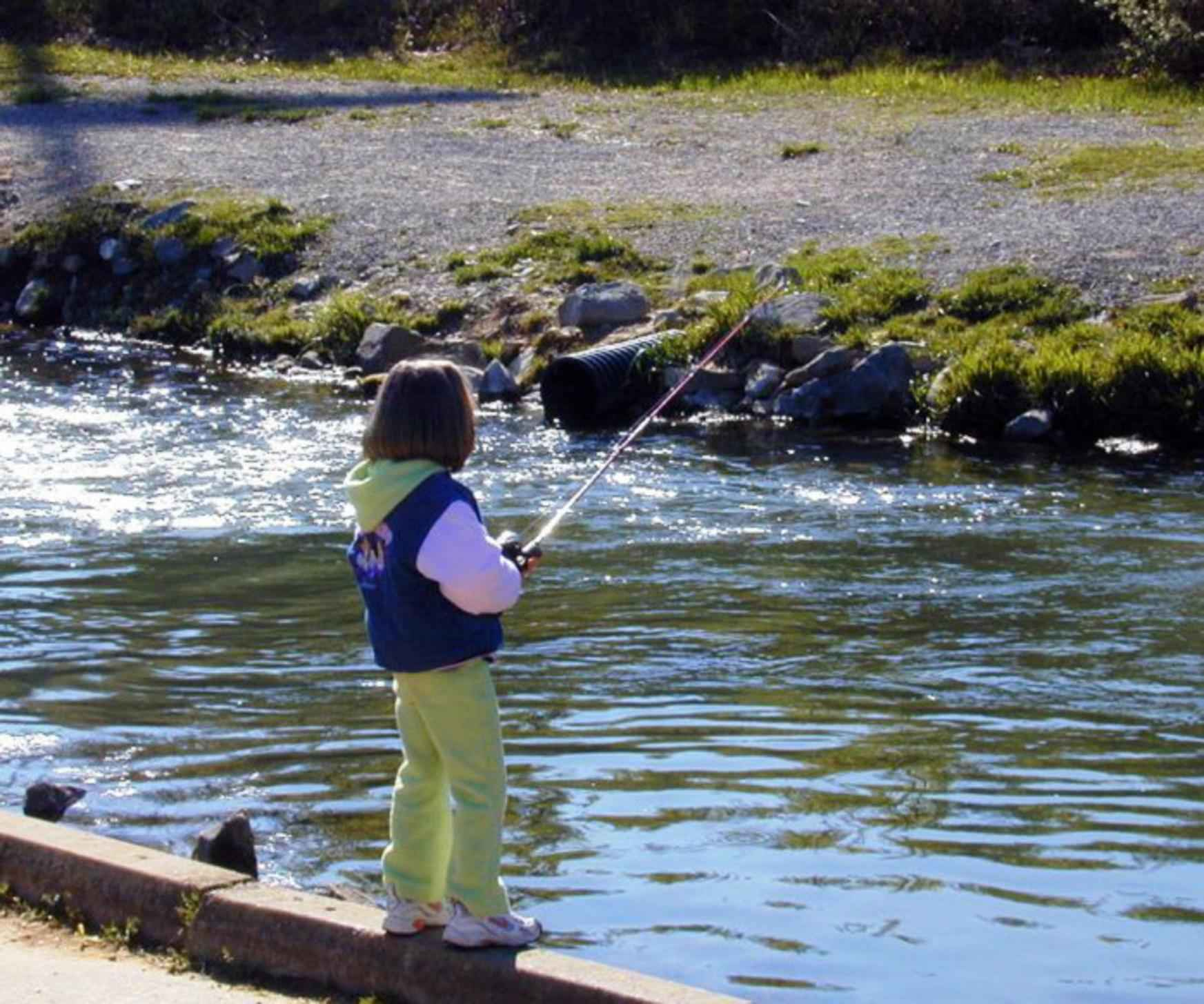
Pêche autorisée avec une carte de pêche.

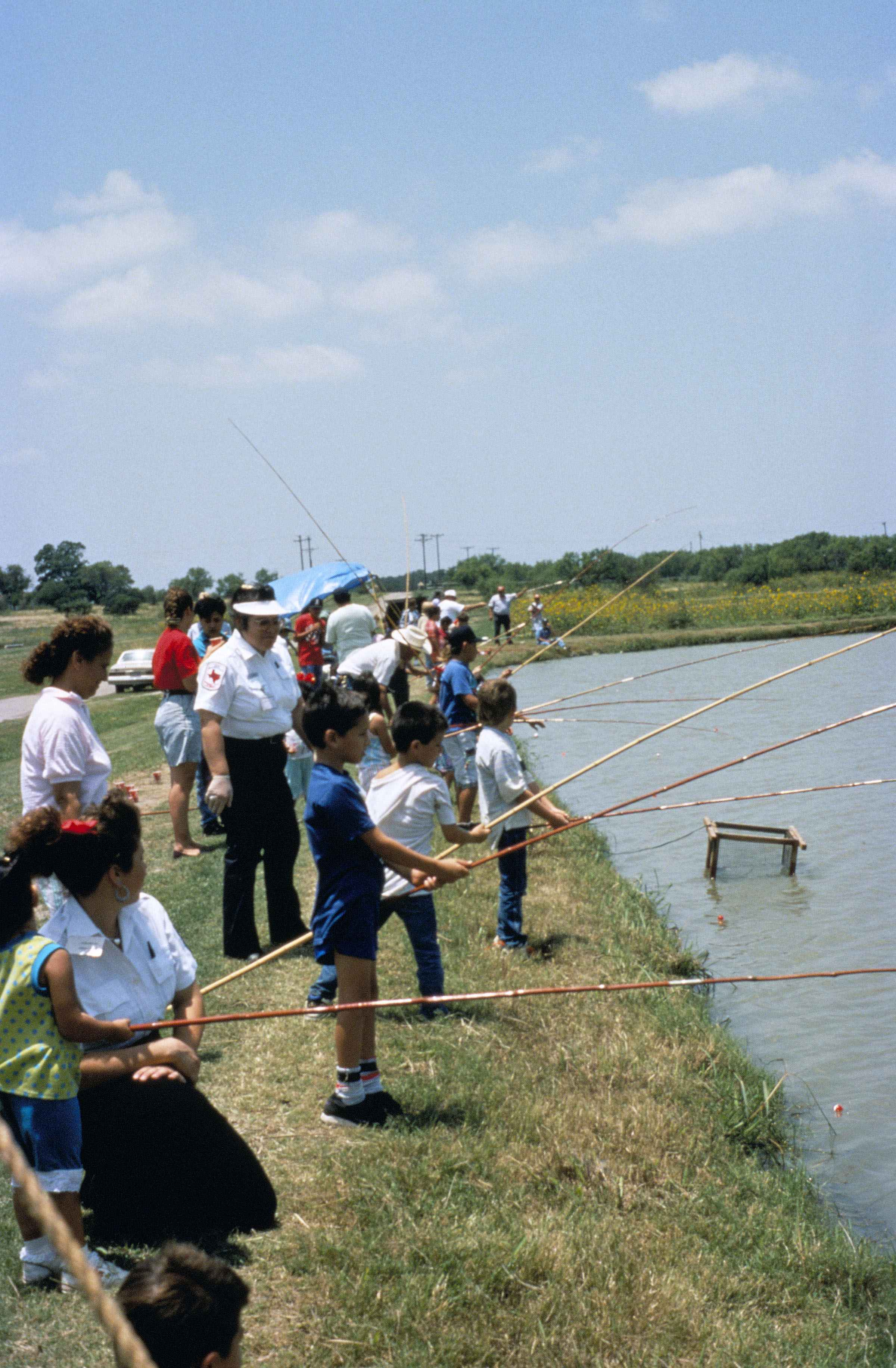
Pêche de loisir en famille. Le droit de pêche est autorisé pendant la manifestation (ou compris dans le prix d'entrée).

Le permis de pêche ou carte de pêche est un document officiel donnant un droit d’accès et d'exercice de la pêche en eaux douces de 1re et 2e catégorie, sur les berges et rives appartenant à un État (fleuves, canaux navigables) ou à des propriétaires riverains (rivières, lacs, étangs).
Cette carte, considérée comme personnelle et non transférable, est accordée par les autorités publiques d'un État, via des agences de régulation de l'activité, pour accéder à ces zones désignées, afin de pratiquer la pêche de loisir en tant qu'activité amateur (non commerciale). L'établissement de cette autorisation, le plus souvent associé au paiement d'une taxe, a pour but de préserver les ressources naturelles.

## En France
L'achat de la carte de pêche délivre automatiquement l'adhésion à l'association agréée de pêche et de protection des milieux aquatiques (AAPPMA), par le biais d'une cotisation pour les milieux aquatiques (CPMA). La carte varie suivant l'âge, et peut être annuelle, hebdomadaire, ou journalière. Il existe des réciprocités entre départements et groupements de départements (URNE, EHGO, CHI) et la carte de pêche InterFédérale à 95 € (2015) permet de pêcher sur tous les parcours des associations réciprocitaires des 91 départements adhérents du CHI / EHGO / URNE.
Le détenteur d’une carte de pêche a ainsi le droit de pratiquer son loisir :
- dans tous les lots de son association, gérés dans les eaux où le droit de pêche appartient à l’État, ou dans les eaux non domaniales, dès lors que la pêche y est autorisée par la réglementation ;
- dans les lots exploités par d'autres associations que la sienne, qui lui sont accessibles dans le cadre de la réciprocité, fédérale ou interdépartementale par exemple, moyennant, le cas échéant, le paiement d’une cotisation réciprocitaire ;
- partout en France dans les eaux où le droit de pêche appartient à l’État (essentiellement domaine public), à l’aide d’une seule ligne ;
- dans les cours d’eau et plans d’eau non domaniaux (où le droit de pêche appartient respectivement aux propriétaires riverains et aux propriétaires du fonds), sous réserve d’avoir obtenu la permission d'un droit de pêcher (à titre personnel, autorisation, bail, adhésion).

## En Espagne
Le permis est payant et assujetti à des pratiques précises ne permettant pas de pêcher toutes les espèces de toutes les manières et à n'importe quelles dates. Le prix est différent selon la région, le type de pêche pratiquée, l'âge du pêcheur, le fait d'être handicapé ou retraité...

## Les gardes-pêche
Le garde-pêche est un agent missionné pour surveiller cette activité ; selon les pays il peut être soit fonctionnaire, soit salarié par les propriétaires des terrains, comme en France le garde pêche particulier. Il peut être amené à établir des amendes ou confisquer le matériel, selon la législation en vigueur.